# Ángel Labruna
Ángel Amadeo Labruna (Buenos Aires, 28 settembre 1918 – Buenos Aires, 20 settembre 1983) è stato un calciatore e allenatore di calcio argentino, di ruolo attaccante. È il miglior realizzatore della Primera División Argentina con 293 reti, a pari merito con Arsenio Erico, nonché del Superclásico, con sedici reti. Personalità controversa, dedicò tutta la sua vita al calcio, giocando fino ad oltre quarant'anni d'età e proseguendo in qualità di allenatore fino all'anno della sua morte. È sepolto nel cimitero de La Chacarita, a Buenos Aires.

## Caratteristiche tecniche
Il suo ruolo era quello di interno sinistro, e fece parte della squadra del River Plate denominata La Máquina, vestendo il numero 10 nel quintetto d'attacco, composto da Juan Carlos Muñoz, José Manuel Moreno, Adolfo Pedernera e Félix Loustau. Dei cinque, Labruna era il finalizzatore, dato che in tale periodo, dei 240 gol segnati in totale dalla squadra, ne realizzò personalmente 115. Abile ad andare a segno in ogni modo, spesso superando il portiere avversario con un tiro di punta.

## Carriera

### Club
Figlio di immigrati italiani, appena entrato nel settore giovanile del River Plate, praticava due discipline: la pallacanestro e il calcio. Optò successivamente per quest'ultimo sport, messo di fronte a tale scelta dalla dirigenza del club, e debuttò con la prima squadra il 18 giugno 1939 contro l'Estudiantes; dopo un altro periodo nelle giovanili, tornò il 15 ottobre nella selezione principale contro l'Atlanta, segnando al quarantesimo minuto del secondo tempo e di fatto assicurandosi il posto nella squadra dei titolari per il successivo ventennio.

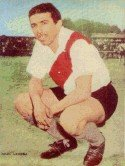
Labruna con la maglia del River Plate

 Con il club vinse ben nove campionati nazionali (1941, 1942, 1945, 1947, 1952, 1953, 1955, 1956, 1957) e il titolo di capocannoniere per due volte, nel 1943 e nel 1945. Labruna segnò anche la storia del Superclásico, diventando una bandiera del River Plate nel corso degli scontro con i rivali del Boca Juniors, segnando già al suo primo derby il gol della vittoria. Nel 1959 lasciò il club dopo avervi giocato per vent'anni per volere della dirigenza; tale decisione fu presa con amarezza e delusione dal giocatore.
In seguito alla sua militanza con il club di Buenos Aires, sua città natale, espatriò dapprima in Uruguay con il Rampla Juniors di Montevideo, e successivamente in Cile, al Rangers. Chiuse infine la carriera con il Platense, in patria, a quarantatré anni d'età.

### Nazionale
Giocò trentasette partite per la Nazionale di calcio dell'Argentina, segnando diciassette reti; vinse due volte il Campeonato Sudamericano de Football, nel 1946 e nel 1955, e partecipò, ormai quarantenne, al campionato del mondo 1958, tenutosi in Svezia. È il marcatore più anziano della selezione nazionale, avendo segnato un gol a 38 anni e 10 mesi, il 7 luglio 1957 in occasione della partita di Copa Roca contro il Brasile.

### Allenatore

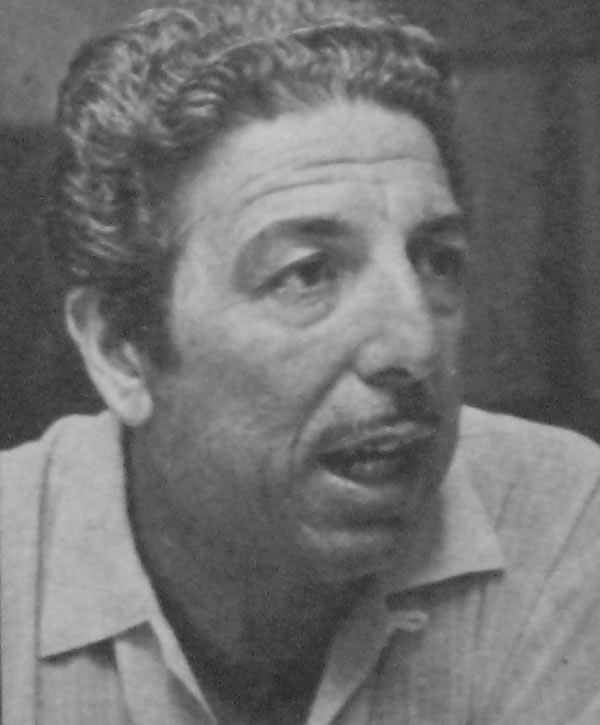
Labruna nel 1968.

Una volta terminata la sua carriera come giocatore, allenò Defensores de Belgrano, Platense, Rosario Central, Talleres de Córdoba, Racing Club e Argentinos Juniors. Con il Defensores de Belgrano vinse la Primera B Nacional, seconda serie nazionale, nel 1967, suo primo titolo da tecnico, mentre con il Rosario Central vinse la Primera División Argentina nel 1971: tale successo fece sì che venisse chiamato ad allenare il River Plate, che portò a svariati titoli tra il 1975 e il 1980. La squadra, la cui ossatura era composta da Daniel Passarella, Norberto Alonso e Leopoldo Luque, raggiunse anche la finale della Coppa Libertadores 1976, venendo sconfitta dal Cruzeiro, club brasiliano, che annoverava tra i suoi giocatori Joãozinho, Palhinha e Nelinho. Nel 1983 allenò l'ultima squadra, l'Argentinos Juniors, poco tempo prima di morire.

## Palmarès

### Giocatore

#### Club
- Campionato argentino: 9

River Plate: 1941, 1942, 1945, 1947, 1952, 1953, 1955, 1956, 1957

#### Nazionale
- Campeonato Sudamericano de Football: 2

Argentina 1946, Cile 1955

#### Individuale
- Capocannoniere del campionato argentino: 2

1943 (23 gol), 1945 (25 gol)

### Allenatore
- Primera B Nacional: 1

Def. de Belgrano: 1967
- Campionato argentino: 7  (record condiviso con Carlos Bianchi e Ramón Díaz)

Rosario Central: Nacional 1971
River Plate: Metropolitano 1975, Nacional 1975, Metropolitano 1977, Nacional 1979, Metropolitano 1979, Metropolitano 1980

### Videografia
- Federico Ferri e Federico Buffa, Storie di Campioni - Buffa Racconta: Alfredo Di Stéfano, Sky Sport, 2015.